# Kronofili
| Kronofili |
| --- |
| - Betydelse – sexuella attraktion till person i viss ålder - Bakgrund – myntat av psykologen John Money - Exempel – pedofili, hebefili, efebofili, teleiofili, gerontofili |

Kronofili är ett samlingsnamn för alla åldersfokuserade sexuella dragningar, där en person tänder sexuellt på att en person tillhör en bestämd åldersgrupp. Begreppet myntades under 1900-talet av psykologen John Money, i många år kopplad till Johns Hopkins-universitetet. Begreppet omfattar parafilierna pedofili (dragning till prepubertala barn), hebefili (dragning till barn i puberteten), efebofili (dragning till postpubertala tonåringar) och gerontofili (dragning till äldre människor). Den normativa sexualiteten är där teleiofili (dragning till vuxna, oräknat äldre) 
Diagnosen ställs inom vuxenpsykiatrisk vård om personen själv söker vård. I den händelse personen omsatt sina sexuella fantasier i handling så kan tillståndet (beroende på exakt art) utredas inom rättspsykiatrisk vård, på domstolens begäran. 
I fall som involverar brottsligt beteende är prognosen i allmänhet god då risken för återfall är mycket låg och effektiva behandlingar finns.

## Historia
Kronofili följer vetenskaplig terminologi angående erotiska ålderspreferenser och började användas redan från mitten av 1800-talet. Tidigt förknippades dragningar till yngre personer med homosexualitet sexuella övergrepp på minderåriga.
Den är dock inte så använd i allmänspråket. Där kan även begreppet pedofili ofta och oegentligt användas om en dragning till alla minderåriga personer, oavsett ålder eller kroppslig utveckling. I allmänt tal kan pedofili också syfta på faktiska sexuella övergrepp och inte på attraktionen i sig. Även fram i 2000-talet kan juridiska, psykologiska och kulturella dimensioner omkring termerna blanda ihop dessa "sjuka böjelser", i metaforisk, laglig och psykopatologisk betydelse.
De olika kronofila klasserna definierades psykiatriskt 1844–1849, etiologiskt på 1890-talet och med underklasser 1896–1914, via psykofysiologiska tester på 1950-talet och som samhällsvetenskapliga typologier på 1980-talet. Först efter att homosexualitet började avföras från sjukdomsregistren i den europeiska och anglosaxiska världen från 1950- till 1980-talet, konkretiserades uppmärksamheten på pedofili som sådan. På det tidiga 1900-talet sågs den, beroende på källa, som en distinkt perversion, en avgränsade sexuell dragning eller en speciellt typ av fetischism. Den kunde också ses som en sorts erotisk symbolik eller en lössläppt och otyglad sexuell smak.
Hebefilin började användas vetenskapligt på 1950-talet, och den har hanterats ihop med efebofilin. Samlingsbegreppet kronofili myntades 1986 av psykologen Money, som en ersättning av de tidigare lösa beskrivningarna omkring "fixering vid åldersskillnad" och "åldersskillnadsrelaterad parafili". Han byggde även vidare och myntade infantofili (nepiofili, dragning till spädbarn).